# 肝臟

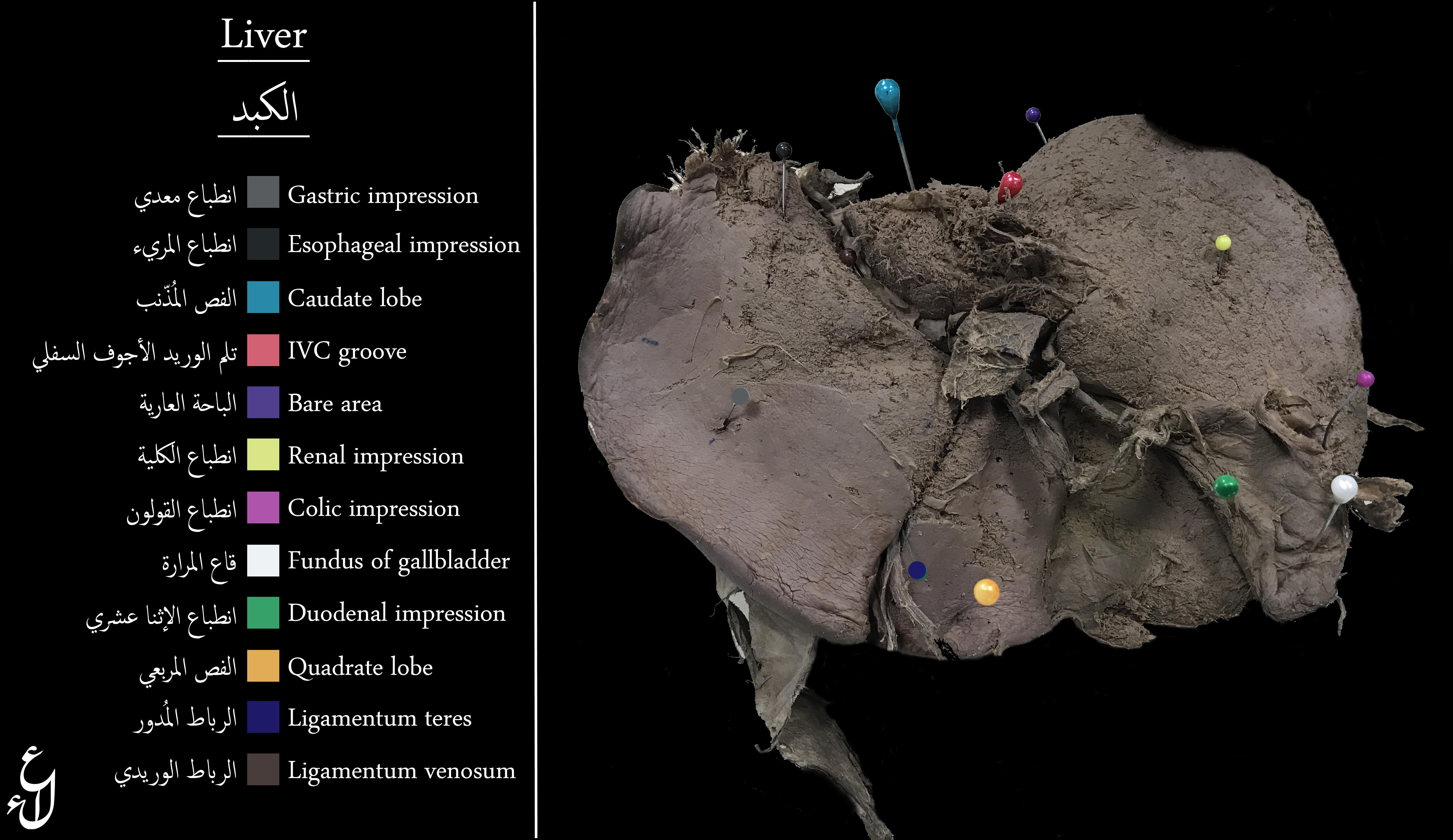
已標記的人肝

肝脏為脊椎動物體內的一实质性器官，以代謝功能為主，並扮演著除去毒素，儲存醣原（肝糖），分泌蛋白質合成等重要角色。肝臟也會製造膽汁。

## 形态结构

### 重量
肝脏是人体最大的腺体和实质性脏器。成年男性的肝脏约重1230-1450克，女性约为1100-1300克，约为体重的1/40-1/50，新生儿肝脏的相对重量更大一些。中年之后肝脏的重量会逐渐下降。

### 颜色
因其血液供应丰富，活体健康肝脏呈棕红色，脂肪肝则呈黄色。

### 位置
肝臟位於人體腹部位置，在右側橫膈膜之下，位於膽囊之前端且於右邊腎臟前方，胃上方。

### 血液供应
肝脏拥有双重血供，约75%来自门静脉，25%来自肝动脉。

### 组织学
- 微膽管（bile capillaries）收集膽汁聚集成膽道（bile duct）。接著由左、右肝管（left, right hepatic duct）回收到總肝管（common hepatic duct）。膽囊管和總肝管聚集合成總膽管（common bile duct）。總膽管在進入十二指腸前壺腹部位（ampulla）和胰管相連接，將肝臟分泌儲存於膽囊內的膽汁直接的注入降十二指腸（descending duodenum）內幫助脂肪代謝消化。
- 肝臟是人類身體器官中唯一有再生功能器官，即使正常肝細胞低於25%，仍可再生成正常肝臟。

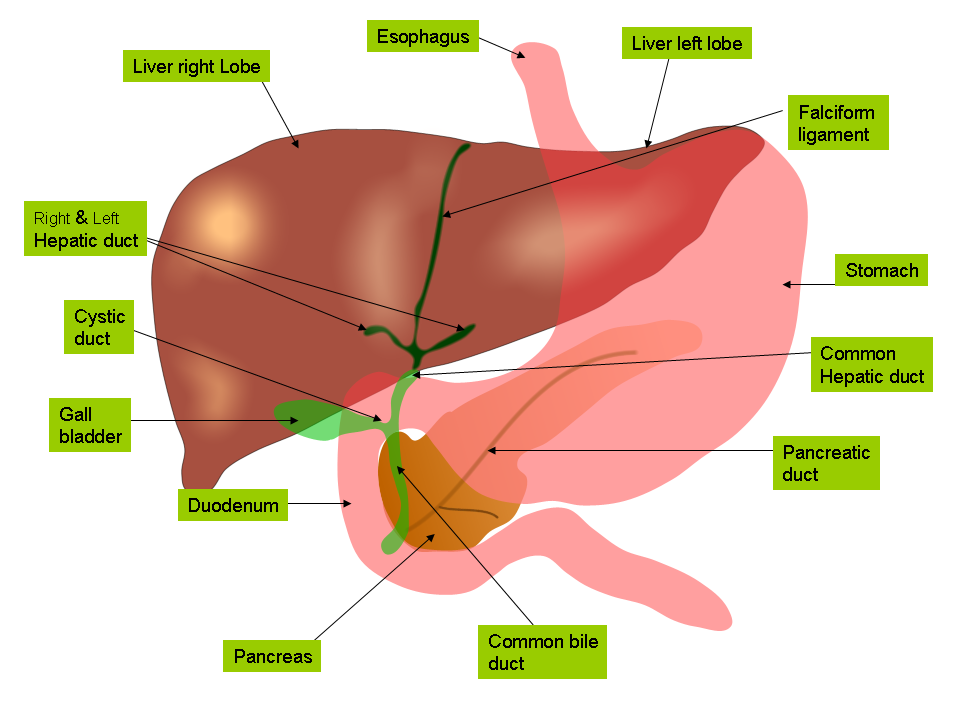
肝胆系统的相对位置及局部解剖示意图

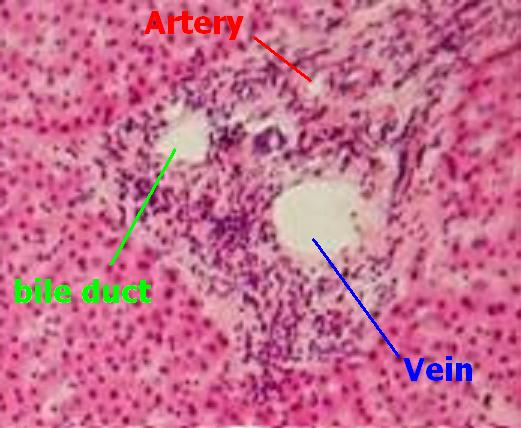
肝脏的組織学画像（小葉構造）

|          |          |
| 肝臟表面 | 肝臟內部 |

### 體表解剖學
- 肝臟位於腹腔右上區塊，受肋骨組成的胸廓保護。正常的成人肝臟深度約於右側七至十一根肋骨間，穿過中線延伸至左側的乳頭下方。總而言之，肝臟大約分佈於右側的季肋部、上腹部和左側的季肋部間。當人站立時，肝臟因為重力的緣故而會位於較下方，並會隨著呼吸而上下起伏。當人體仰臥時做一深呼吸，由於橫隔的下降而可觸診到肝臟的存在。然而，一種肝臟的觸診方法為：將左手置於肋骨後側下緣、右手置於腹部的右上區塊（腹直肌的側邊和胸廓的下方），當受試者做一深呼吸時將右手向後上方擠壓、左手往下方推，即可觸及肝臟。

除了連接到隔膜的部份外，肝臟整個被内脏腹膜包裹住，内脏腹膜是一個薄的雙層膜，可以減少内脏之間的摩擦力。腹膜折回到肝臟內部．形成镰状韧带和左，右三角韧带。此處的韌帶是用來支持內臟，在機能上沒有其他特殊之處，但在肝臟外觀上可以很容易的識別出來。傳統的解剖學會根據肝臟表面特徵，將肝臟分為四個部份。
在肝臟前面可以看到镰状韧带，可以將肝臟分為左右二葉。
若將肝臟翻過來，會在左右二葉之間發現另外二葉，分別是較高的（肝尾叶）及較低的肝方叶。肝門是血管（肝門靜脈、肝動脈和肝靜脈）、淋巴及神經（交感神經和來自迷走神經的副交感神經）出入的地方
。

### 功能性解剖學
肝臟位於身體的右上腹肋区，大部份被肋骨、肋软骨所遮，质地柔而脆，分為左葉和右葉，右葉則較左葉大，佔全肝百分之六十以上。肝下面凹陷，与腹腔脏器接触。肝内包括Glisson系统和肝静脉系统，Glisson系统內有门静脉、肝固有动脉。
肝段（liver segment）是依据奎诺（Couinaud，发音：kwee-NO）系统将肝分成8个节段。

## 肝臟的血液供應

肝臟有來自肝動脈及肝門靜脈的雙重血液供應

- 兩大血管通往肝臟：肝動脈和肝門靜脈；肝動脈來自腹腔；肝門靜脈引消化道的靜脈血，肝臟可以處理其中的營養物質和毒素；肝靜脈直接注入下腔靜脈。
- 肝臟有雙重血液供應，與腹腔其他器官不同。肝動脈是來自心臟的動脈血，主要供給氧氣，肝門靜脈收集消化道的靜脈血主要供給營養。
- 肝臟血液供應非常豐富，肝臟的血容量相當於人體總量的14%。成人肝每分鐘血流量有1500-2000ml。肝接受大約1/4的心臟出血量。肝的血管分入肝血管和出肝血管兩組，入肝血管包括肝動脈和肝門靜脈，屬雙重血管供應。出肝血管是肝靜脈系。肝臟血液有1/4來自肝動脈，來自心臟的動脈血輸入肝臟，主要供給氧氣，進入肝臟後分為各級分支到小葉間動脈。肝門靜脈是肝的功能血管，肝臟血液有3/4來自於肝門靜脈，把來自消化道含有營養的血液送至肝臟“加工”，其血流為減氧血，肝門靜脈進入肝臟後分為各級分支到小葉間靜脈。肝臟血管受交感神經支配以調節血量。
- 肝門靜脈由脾靜脈和腸系膜上靜脈匯合而成。門靜脈還與腔靜脈間存在側枝吻合，正常情況下，這些吻合枝是不開放的。由於上述血管間的聯繫，當肝臟某些病理因素（如肝硬化）導致門靜脈迴圈障礙時，血流受阻，可引起脾臟淤血腫大。當側枝迴圈開放，如致食管靜脈淤血曲張，甚至破裂出血；如通過直腸靜脈叢形成門靜脈和下腔靜脈吻合，可致此處靜脈叢破裂導致便血；如通過臍周靜脈叢形成門靜脈和上、下腔靜脈吻合，門靜脈高壓時，可出現臍周靜脈怒張。
- 肝動脈是肝臟的營養血管，內含豐富的氧和營養物質，供給肝臟的物質代謝，其血流量約占肝全部血流量的20%～30%，壓力較門靜脈高30～40倍。門靜脈是肝的機能血管，其血量占肝血供的70%～80%，壓力較低，其血液富含來自消化道及胰腺的營養物質，當流經竇狀隙時，即被肝細胞吸收，再經肝細胞加工，一部分排入血液供機體利用，其餘暫時貯存在肝細胞內，以備需要時利用。
- 橫溝內有門靜脈、肝動脈、肝管、神經及淋巴管出入稱為肝門。門靜脈和肝動脈這兩條血管均被包繞在結締組織鞘內，經肝門（或稱第一肝門）進入肝臟，以後就像樹枝分叉樣分佈於腺泡內。由肝腺泡邊緣肝小靜脈（即中央靜脈）匯合成較大的肝靜脈分支，最後匯合成的肝靜脈主幹，進入下腔靜脈，稱第二肝門。肝的後面肝短靜脈有至少3～4條，多至7～8條小靜脈注入下腔靜脈，稱第三肝門。

## 生理學
肝臟功能由肝细胞進行，功能非常複雜，可以說是人體最繁忙器官之一。目前還沒有人工器官或裝置能夠模擬肝臟所有功能。

### 合成
- 氨基酸的合成
- 糖代謝：
  - 糖異生
  - 糖原分解
  - 糖原生成
- 肝臟負責蛋白質代謝（mainstay of protein metabolism）
- 肝臟還執行了脂質代謝（lipid metabolism）的角色：
  - 膽固醇（cholesterol）合成
  - 脂肪生成，三酸甘油酯（脂肪）生產。
- 早期在孕的胎兒，肝臟是主要血细胞的生產者，一直到42周左右才由骨髓生產血细胞。
- 肝臟還生產胰島素樣生長因子1（insulin-like growth factor 1（IGF-1））
- 肝臟是一個主要的血小板生成素（thrombopoietin）的生產者。血小板生成素是一種糖蛋白激素，可調節生產血小板的骨髓。
- 肝臟會分泌食物消化需要的胆汁，有些胆汁直接分泌到十二指腸，有些則儲存在膽囊。
- 肝臟產生凝血因子I（纤维蛋白原）、II（凝血酶原）、V、VII、IX及XI，及C反應蛋白、S反應蛋白及抗凝血酶。

### 分解
- 胰島素和其他激素。
- 肝臟分解血紅蛋白，造成代謝物，添加到膽汁的色素（胆红素和胆绿素）。
- 肝臟將氨轉換成尿素。

### 其他功能
- 肝臟存儲大量的物質，包括葡萄糖（以肝醣形式），維生素A（1-2年的供應量），維生素D（1-4個月供應量），維生素B12，鐵和銅。
- 肝臟中和毒素，大部份藥品以及血红蛋白。
- 肝臟是人體最大的營養中心及最大的垃圾處理場。分兩大階段將原來只溶於脂肪不利排除的毒素轉換成可溶於水的成分，經大小便排出體外，達成肝臟將體內毒素分解、轉換、排除的功能。
  - 肝臟排毒兩大階段：第一二階段掃毒過程中產生有害的中間物質需要抗氧化劑、營養素和植物衍生物來協助消除。例如維生素A、C、E、硒、銅、鋅、錳、輔酶Q10、硫化物、生物類黃酮素等。

1. 酵素P450：利用P450混合功能氧化酶（mixed function oxidase）的氧化作用（oxidation）、還原作用（reduction）、水解作用（hydrolysis）來改變物質特性，直接、間接的增加毒素的溶解。能促進第一階段掃毒功能的營養素有：酵素、輔酶、維生素C或D、維生素B2、B3、B6、葉酸、穀胱甘太過氧化酶、短鍵氨基酸、類黃酮素、卵磷脂等。
2. 結合反應：經由醛醣酸化（glucuronidation），硫酸化（sulfation），甘胺酸化（glycination）-分解苯甲酸鹽、水楊酸鹽，穀胱胺太結合反應（glutathione conjugation）-分解有機溶劑、除草劑、重金屬汞鉛鎘、殺菌劑、多環芳香烴化物、過氧化脂质，可接著把在第一階段解毒後的某些分子、或直接於代謝物或毒素中加入一個極化的親水分子，把原來親脂不溶於水的毒素轉成水溶性，再經由大小便排出體內。

肝臟會進行養分的轉化、合成、分解、代謝和儲存等。
- 負責蛋白質代謝（mainstay of protein mentabolism）
- 執行脂質代謝供給能量

## 疾病
- 化學性肝損傷
- 脂肪肝
- 黃疸
- 肝炎（Hepatitis）
- 肝硬化（Cirrhosis）

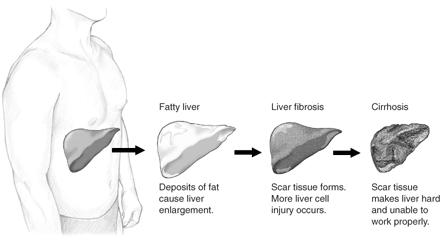
肝损伤的不同阶段

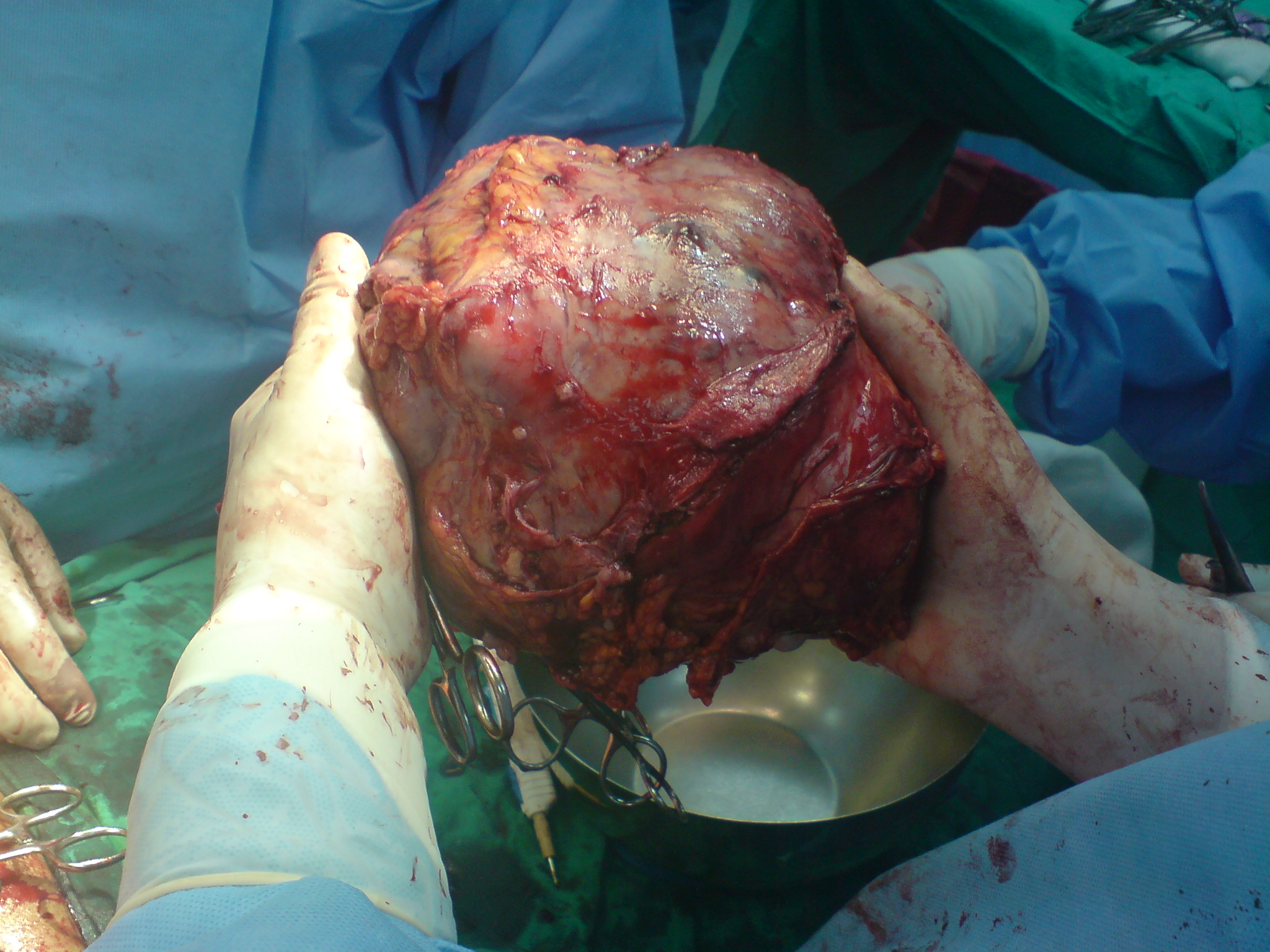
肝腫瘤

- 血色沈著病（Hemochromatosis）
- 肝癌（Liver Cancer）
  - 肝細胞癌
  - 胆管細胞癌
  - 转移性肝癌
- 威爾森氏症（Wilson's Disease）

## 肝臟移植
第一次人體肝臟移植，1963年美國人托馬斯Starzl和1965年英國羅伊Calne英國手術成功。
對於一些無法處理的肝功能衰竭，肝臟移植是唯一的方式。大部分移植的原因是因為慢性肝病導致肝硬化，例如慢性丙型肝炎，或酒精中毒、自體免疫性肝炎，以及其他各種慢性病變。若是暴发性肝衰竭，发生在几天到几周內，也可以進行肝移植，只是比較少見。
肝臟移植可分為活體肝臟移植，一種是屍肝移植。移植用的肝臟一般是來自腦死、但心臟仍在跳動的捐贈者，活體的肝臟移植則是將活體捐贈者肝臟的一部份取出，代替受捐贈者的肝臟。首次活體肝臟移植是在1989年為兒童進行肝臟移植手術。成人的肝若要移植給嬰兒或小孩，只需要移植20%的肝即可。後來也己進行過成人對成人的活體肝臟移植，移植了肝臟的右半葉，相當於肝臟的60%。由於肝臟有再生的功能，若手術順利，捐贈者及受捐贈者在數週後肝臟都可以長到原來的大小，都可以有正常的肝臟機能。不過活體肝臟移植的手術比較有爭議，捐贈者需要動比受捐贈者要大的手術，而且至少有二個捐贈者死亡的案例。

## 其他动物的肝
肝臟是存在於所有脊椎動物，是最大的內臟器官。不同的物種，形式有很大的不同。然而，在大多數物種它分為左，右葉，但有例外，像是蛇的身體，肝臟就像是雪茄形狀。
鯊魚等軟骨魚類靠體內大量的脂肪，如透過肝臟內的脂肪調節浮力，因此鯊魚肝大又多脂肪，可供製魚肝油。豬肝是亞洲人常食用的補品，豬肝富含鐵質，女性可食用豬肝湯補鐵。但豬肝膽固醇高，有心血管疾病或膽固醇患者不宜過度攝取。
節肢動物、軟體動物體內有類似肝脏和胰腺等功能相结合的消化腺（肝胰臟），在昆蟲中這類器官稱為脂肪体器官。

## 食品

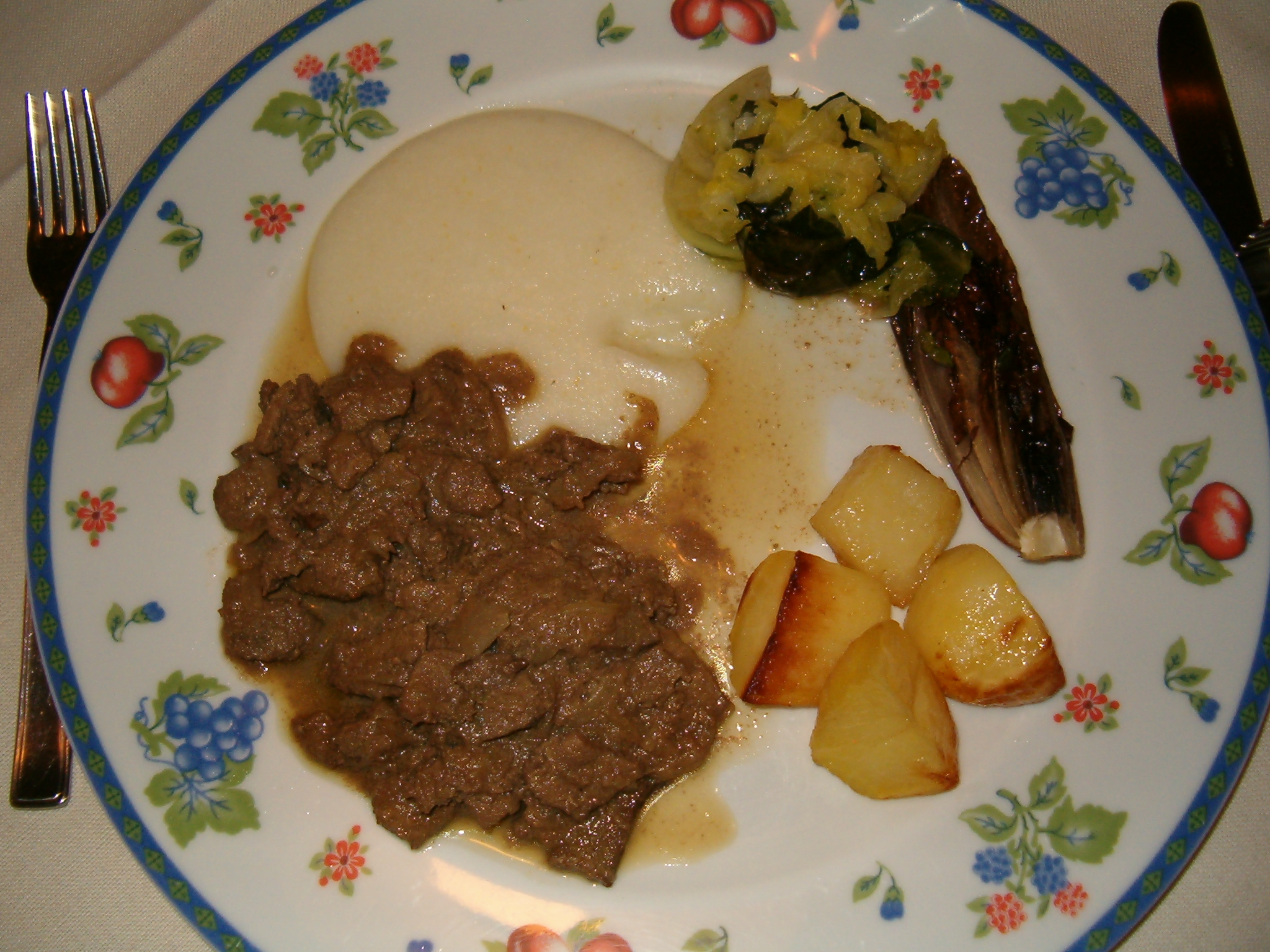
Fegato alla veneziana; liver venetian style.

哺乳動物、鳥類和魚類的肝臟通常成為人類的食物，如豬肝、雞肝、鵝肝等。
肝臟可以煎、煮、烤、炸、炒，或生吃（肝臟生魚片）。動物肝臟含有豐富的鐵和維生素A，製成魚肝油用作膳食補充劑。
黃貂魚的肝臟在歐洲是一種美味食物，俗稱"poached skate liver on toast"。法國料理則稱為"beignets de foie de raie"和"foie de raie en croute"

### 中毒
由於肝臟是動物體內主要化解外來毒素的器官，肝臟在轉化毒素過程中可能會漸漸積累毒素。在自然界，處於食物鏈中最高層的生物，所進食的食物裡所含毒素，亦會從食物鏈的低層一直向上累積，牠們的肝臟亦自然地積累較多毒素。另外，在現代化的畜牧業裡，過度使用動物抗生素、生長激素等化學飼料，會使動物肝臟積累這些藥物或激素，人類依從食物鏈食用這些有問題動物的肝臟，會引致中毒。
在鱼類，尤其是長期居於深海而難被捕獲的魚類中，其肝臟内除含有丰富的维生素A、D外，尚有痉挛毒、麻痹毒等毒素，食用過量易致命。河魨等會產生河魨毒素的魚類，其魚肝、卵巢（魚卵）和魚皮通常會帶有此毒素。馬肝並非有毒不能食用，有這種誤解是因為中國人錯誤地只引用漢武帝曾經說過：「文成將軍吃馬肝而死」。不過，由於現代社會裡，有些馬匹是被圈養作為賽馬用途，這些馬匹需要服用很多藥物和激素來保持健壯的體質。如不慎食用這些賽馬的馬肝及馬肉，會間接誤服很多賽馬服用的藥物，造成中毒。1912年俄羅斯水手亞歷山大康拉在北極冰層進食北極熊肝臟，造成中毒；北極熊的肝臟富含大量維生素A，易食用過量导致维生素A中毒。1913年，南極探險家道格拉斯莫森和澤維爾默茨因食用雪橇犬的肝臟中毒，後者甚至死亡。

## 文化
|  | 肝臟一直是重要的象徵神秘生理學。作為最大的器官，一個包含最多血液，它被認為是最黑暗，最突破的一部分人的內臟。因此，它被認為包含了秘密的命運，被用來算命。在柏拉圖，並在以後的生理，肝代表最黑暗的激情，特別是血腥，黑煙的憤怒，嫉妒和貪婪的驅動男子的行動。因此，肝意味著感情衝動的生命本身。 --James Hillman |

- 在希臘神話，普羅米修斯因為幫人類偷火而被懲罰，被拴在一塊岩石，禿鷲每天會啄了他的肝，到了晚上他的肝又會恢復原樣[12]。
- 漢景帝時，辕固生與黄生起了爭執，《汉书·辕固传》載：“上曰：‘食肉毋食马肝，未为不知味也；言学者毋言汤武受命，不为愚。’”
- 在日本古代，肝脏被误解为是治疗梅毒、麻风和结核等病的万能药，主要使用男性死刑犯的肝脏用盐腌乾，称为“碳黑大脑”（脳味噌の黒焼き）或“人油”，以高价出售。江户时代的山田淺右衛門家出售的称为“人丹”、“人胆丸”等，山田家因贩卖此物而成巨富。该丸药用小贝壳包装，一个贝壳在明治初年售价达5日元。1870年4月15日开始禁止贩卖。里見弴的短篇小说“ひえもんとり”中描述了江户时代争夺肝脏的状况。

## 圖片集

輔助消化系統
人體上腹部內臟簡圖： ⑴食道⑵橫膈膜⑶胃⑷肝⑸膽⑹小腸（開始段）⑺胰⑻左腎
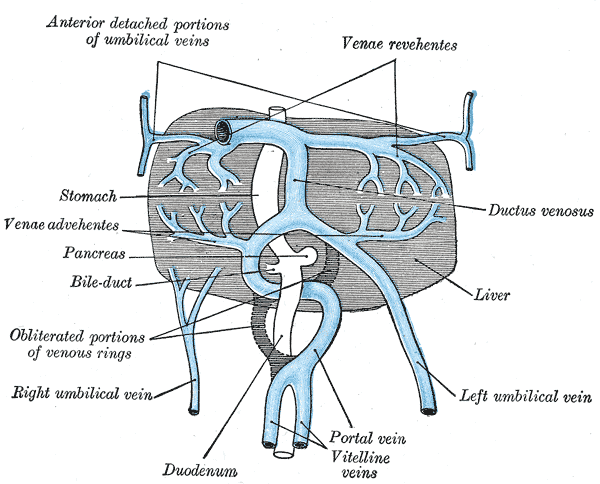
胎兒在第24天或第25天的肝臟生長情形
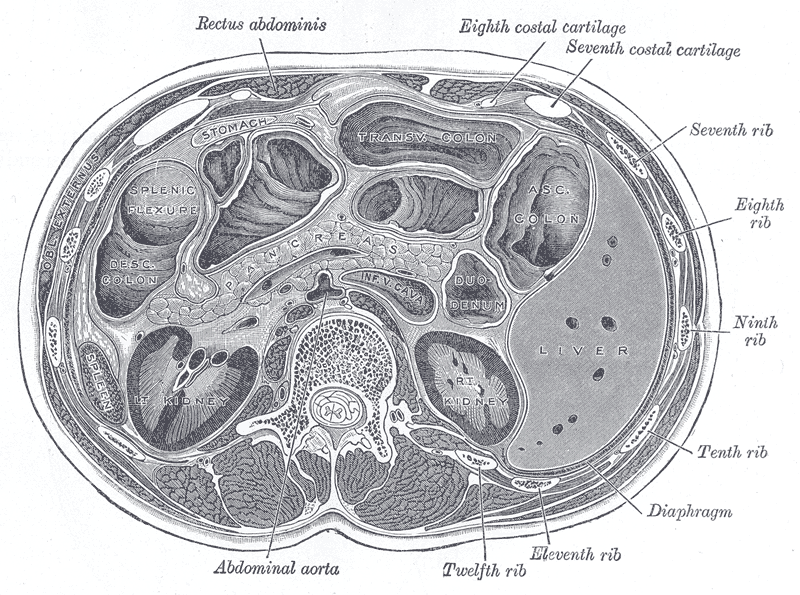
人體腰部第一脊椎的橫切面
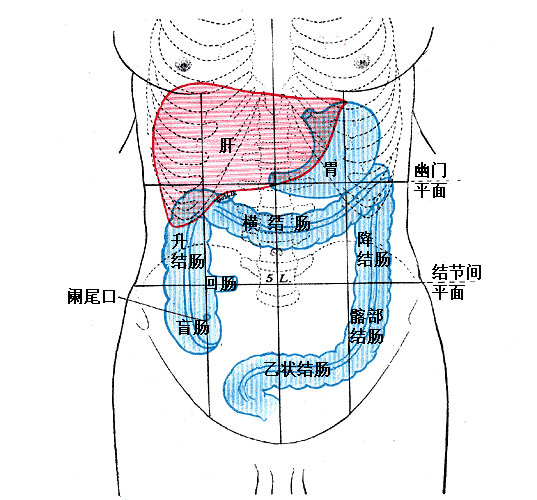
腹前視圖，顯示了肝、胃和大腸
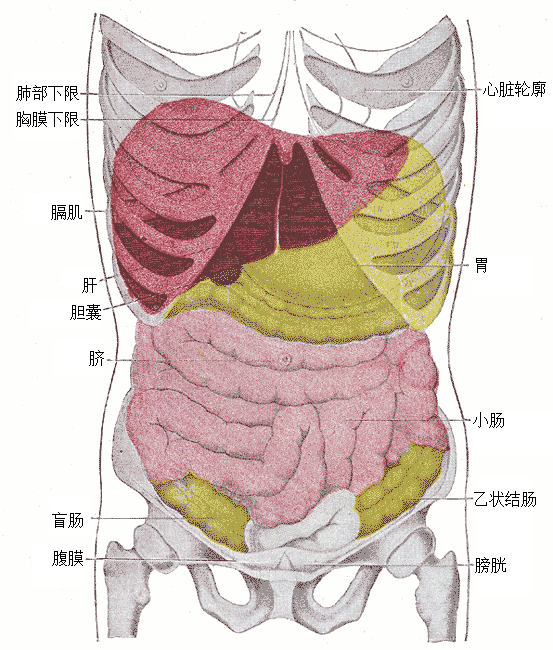
胸部與下腹部的器官圖
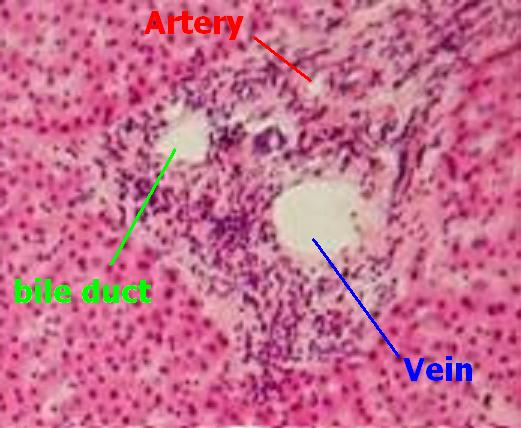
肝脏在組織學的小葉構造

## 外部連結
- abdominal(腹腔)-hepatic portal vein circulation(肝門靜脈循環) （页面存档备份，存于）